# Cotylopus
A Cotylopus a csontos halak (Osteichthyes) főosztályának a sugarasúszójú halak (Actinopterygii) osztályába, ezen belül a sügéralakúak (Perciformes) rendjébe, a gébfélék (Gobiidae) családjába és a Sicydiinae alcsaládjába tartozó nem.

## Előfordulásuk
Mindkét faj az Indiai-óceán szigetein lelhető fel. A C. acutipinnis a Mauritiuson és a Réunionon, míg a C. rubripinnis a Mayottén, a Comorén, a Mahélin és az Anjouanon.

## Megjelenésük
A halak hossza fajtól függően 4,8-13,4 centiméter között van. A hátúszójukon 7 tüske és 9-10 sugár, míg a farok alatti úszójukon 1 tüske és 8-10 sugár ül. Karcsú testfelépítésű halak. Színezetük fajtól függően lehet: sárgás, narancssárgás, vöröses vagy barnás; fekete mintázatokkal.

## Életmódjuk
Trópusi halak, amelyek főleg az édesvizekben élnek. Azonban a C. acutipinnis a tengerbe rakja le az ikráit.

## Rendszerezés
A nembe az alábbi 2 faj tartozik:
- Cotylopus acutipinnis Guichenot, 1863 - típusfaj
- Cotylopus rubripinnis Keith, Hoareau & Bosc, 2005